# 三澤憲司
三澤 憲司（みさわ けんじ、1945年 - ）は、日本の彫刻家。長野県長野市信州新町生まれ。

## 略歴
1968年、多摩美術大学油絵科卒業（斎藤義重 教室）
1969年、第1回国際彫刻展（箱根彫刻の森美術館）コンクール賞 受賞。
1970年、1年間に渡る、世界23ヶ国放浪の旅から帰国。
1983年、第16回現代美術展で東京美術館賞受賞。
第3回ヘンリー・ムーア大賞展で、総重量45トン以上の7つの作品「ランドスケープ・オールオーバーウァーク・ウツクシガハラ」 を山頂に据え付け（美ヶ原高原美術館賞受賞）、この作品より巨石石彫時代に入る。
1984年、文化庁芸術家在外研修員として、ニューヨーク、イサム・ノグチのスタジオにて研修。 いわき市立美術館彫刻庭、石神井公園池中モニュメント完成。
1986年、ハーバード大学に客員芸術家として招かれ、同大学のカーペンターセンターにて個展。 ニューヨーク、ジャック・ティルトンギャラリーでのグループショーで、クライスラー美術館のキューレターに注目されコレクションに加えられる。
1990年、遠州灘海浜公園巨大モニュメント（55 トン石材）、イトーピア神戸北町彫刻公園広場（総重 量 120 トン御影石）。横浜ビジネスパーク野村不動産鎖モニュメント。石と金属、もしくは 自然と人工といった異質の物質同士の不調和の調和を図る空間構成による表現を展開し、立体造形としての作品を創作発表する一方、日本の伝統的な空間感覚に、自らを媒介として新 しい造形感覚・空間感覚を結び付けた庭園や環境設計・モニュメントも数多く手掛けている。
1993年、滋賀県琵琶湖記念公園（出会いの広場）、突堤、35ヘクタールの周遊歩道、船着場、完成。 近年では、湖、ダム、河川等ウォーターフロントの周辺整備計画の総合プロデュースによって、 大地や地球をテーマに活動。
福山市市政80周年記念の高さ30mのステンレスモニュメント、完成。
1996年、ふくやま美術館（広島県 福山市）にて個展。
2008/2012年、国立新美術館（東京・六本木）文化庁芸術家在外研修制度 40 周年記念「旅」展、DOMANI 展、 出展。
2014年、オーエスジー株式会社（豊川市）、鎖のモニュメント「宇宙と地球を結ぶ」7,5m、「誕生」（大理石）
2015年、オーエスジー株式会社、鎖のモニュメント「虹の架け橋」H10m×W10m 完成。

## 作品集
- 「三澤憲司の世界　KIZAMU」（中日新聞社、2015年） - 切削工具大手のOSGの会長大沢輝秀との対談を収録